# Lještansko
Lještansko (cyr. Љештанско) – wieś w Serbii, w okręgu zlatiborskim, w gminie Bajina Bašta. W 2011 roku liczyła 293 mieszkańców.